# Golden Princess
Le Golden Princess est un navire de croisière appartenant à la société Princess Cruises.
Il s'agit du troisième navire de la classe Grande classe de Princess Cruises, il est le sister-ship du Grand Princess et du Star Princess.